# Natalia Rodríguez Martínez
Natalia Rodríguez Martínez (Torreforta, Tarragona, 2 de junio de 1979) es una deportista española que competía en atletismo. Su especialidad era el medio fondo y hasta el 8 de agosto de 2024 fue poseedora de la plusmarca española de 1500 m lisos.

## Biografía
Fue sexta clasificada en los 1500 m del Campeonato Mundial de Atletismo de 2005, celebrado en Helsinki, y poco después batió el récord de España de la distancia, siendo la primera mujer española en bajar de cuatro minutos con su marca de 3:59.51. Este récord se mantuvo vigente hasta los Juegos Olímpicos de París 2024, donde lo batió Marta Pérez.
Tras dos años en blanco por una lesión y el nacimiento de su hija, repitió la sexta plaza en los Juegos Olímpicos de Pekín 2008.
En el Campeonato Europeo de Atletismo en Pista Cubierta de 2009 acabó segunda en la prueba de 1500 m lisos y, tras la descalificación de la rusa Anna Alminova por irregularidades en su pasaporte biológico, obtuvo la medalla de oro. Cruzó en primer lugar la meta en los 3000 m de la Superliga del Campeonato de Europa por Equipos, pero fue descalificada por una discutida regla que eliminaba a las corredoras que cruzaban la meta en los últimos lugares en vueltas intermedias. En el Mundial de Atletismo de Berlín 2009 volvió a cruzar en primer lugar la meta en la final de los 1500 m lisos, pero de nuevo fue descalificada posteriormente, esta vez por un incidente en el que la atleta etíope Gelete Burka se fue al suelo a falta de 200 metros para el final.
En el Campeonato Mundial de Atletismo en Pista Cubierta de 2010 celebrado en Doha (Catar) logró la medalla de plata en la prueba de 1500 metros con un tiempo de 4:08.30 por detrás de la etíope Kalkidan Gezahegne, el 14 de marzo de 2010. En el Campeonato Europeo de Atletismo de 2010 celebrado en Barcelona logró la medalla de bronce con un tiempo de 4:01,30 por detrás de Nuria Fernández y Hind Dehiba, el 1 de agosto de 2010.
En el Mundial de Atletismo de Daegu 2011 consiguió la medalla de bronce en 1500 metros, siendo esta la única medalla lograda por la delegación española en dicho campeonato.
Desde octubre de 2018 el estadio de atletismo de Tarragona lleva su nombre.

## Competiciones internacionales
| Representando a España \| Año \| Competición \| Sede \| Puesto \| Prueba \| Marca \| \| ---- \| -------------------------------------- \| ---------- \| ----------------- \| ------ \| ------- \| \| 1996 \| Campeonato Mundial Junior \| Sídney \| 16.º (s.) \| 800 m \| 2:09.09 \| \| 1997 \| Campeonato de Europa Junior \| Liubliana \| 5.º \| 1500 m \| 4:25.72 \| \| 1998 \| Campeonato Mundial Junior \| Annecy \| 6.º \| 1500 m \| 4:16.20 \| \| 1999 \| Campeonato de Europa Sub-23 \| Gotemburgo \| 4.º \| 1500 m \| 4:10.65 \| \| 2000 \| Juegos Olímpicos \| Sídney \| 37.º (s.) \| 1500 m \| 4:22.82 \| \| 2001 \| Campeonato de Europa Sub-23 \| Ámsterdam \| Medalla de plata \| 1500 m \| 4:11.20 \| \| 2001 \| Campeonato del Mundo \| Edmonton \| 6.º \| 1500 m \| 4:07.10 \| \| 2002 \| Campeonato de Europa \| Múnich \| 6.º \| 1500 m \| 4:06.15 \| \| 2003 \| Copa de Europa \| Florencia \| 1.º [n 1] \| 1500 m \| 4:07.18 \| \| 2003 \| Campeonato del Mundo \| París \| 17.º (sf.) \| 1500 m \| 4:08.80 \| \| 2004 \| Campeonato del Mundo en Pista Cubierta \| Budapest \| 13.º (s.) \| 1500 m \| 4:13.52 \| \| 2004 \| Juegos Olímpicos \| Atenas \| 10.º \| 1500 m \| 4:03.01 \| \| 2005 \| Campeonato del Mundo \| Helsinki \| 6.º \| 1500 m \| 4:03.06 \| \| 2008 \| Juegos Olímpicos \| Atenas \| 6.º \| 1500 m \| 4:03.19 \| \| 2009 \| Campeonato de Europa en Pista Cubierta \| Turín \| Medalla de oro \| 1500 m \| 4:08.72 \| \| 2009 \| Campeonato de Europa por Equipos \| Leiria \| DSQ \| 3000 m \| -- \| \| 2009 \| Campeonato del Mundo \| Berlín \| DSQ \| 1500 m \| -- \| \| 2010 \| Campeonato del Mundo en Pista Cubierta \| Doha \| Medalla de plata \| 1500 m \| 4:08.30 \| \| 2010 \| Campeonato de Europa por Equipos \| Bergen \| 4.º \| 3000 m \| 9:09.92 \| \| 2010 \| Campeonato de Europa \| Barcelona \| Medalla de bronce \| 1500 m \| 4:01.30 \| \| 2011 \| Campeonato de Europa por Equipos \| Estocolmo \| 2.º [n 1] \| 3000 m \| 8:55.09 \| \| 2011 \| Campeonato del Mundo \| Daegu \| Medalla de bronce \| 1500 m \| 4:05.87 \| \| 2012 \| Juegos Olímpicos \| Londres \| 32.º (s.) \| 1500 m \| 4:16.58 \| \| 2013 \| Campeonato de Europa en Pista Cubierta \| Gotemburgo \| DNS \| 1500 m \| -- \| \| 2013 \| Campeonato del Mundo \| Moscú \| 20.º (sf.) \| 1500 m \| 4:09.18 \| | Representando a España \| Año \| Competición \| Sede \| Puesto \| Prueba \| Marca \| \| ---- \| -------------------------------------- \| ---------- \| ----------------- \| ------ \| ------- \| \| 1996 \| Campeonato Mundial Junior \| Sídney \| 16.º (s.) \| 800 m \| 2:09.09 \| \| 1997 \| Campeonato de Europa Junior \| Liubliana \| 5.º \| 1500 m \| 4:25.72 \| \| 1998 \| Campeonato Mundial Junior \| Annecy \| 6.º \| 1500 m \| 4:16.20 \| \| 1999 \| Campeonato de Europa Sub-23 \| Gotemburgo \| 4.º \| 1500 m \| 4:10.65 \| \| 2000 \| Juegos Olímpicos \| Sídney \| 37.º (s.) \| 1500 m \| 4:22.82 \| \| 2001 \| Campeonato de Europa Sub-23 \| Ámsterdam \| Medalla de plata \| 1500 m \| 4:11.20 \| \| 2001 \| Campeonato del Mundo \| Edmonton \| 6.º \| 1500 m \| 4:07.10 \| \| 2002 \| Campeonato de Europa \| Múnich \| 6.º \| 1500 m \| 4:06.15 \| \| 2003 \| Copa de Europa \| Florencia \| 1.º [n 1] \| 1500 m \| 4:07.18 \| \| 2003 \| Campeonato del Mundo \| París \| 17.º (sf.) \| 1500 m \| 4:08.80 \| \| 2004 \| Campeonato del Mundo en Pista Cubierta \| Budapest \| 13.º (s.) \| 1500 m \| 4:13.52 \| \| 2004 \| Juegos Olímpicos \| Atenas \| 10.º \| 1500 m \| 4:03.01 \| \| 2005 \| Campeonato del Mundo \| Helsinki \| 6.º \| 1500 m \| 4:03.06 \| \| 2008 \| Juegos Olímpicos \| Atenas \| 6.º \| 1500 m \| 4:03.19 \| \| 2009 \| Campeonato de Europa en Pista Cubierta \| Turín \| Medalla de oro \| 1500 m \| 4:08.72 \| \| 2009 \| Campeonato de Europa por Equipos \| Leiria \| DSQ \| 3000 m \| -- \| \| 2009 \| Campeonato del Mundo \| Berlín \| DSQ \| 1500 m \| -- \| \| 2010 \| Campeonato del Mundo en Pista Cubierta \| Doha \| Medalla de plata \| 1500 m \| 4:08.30 \| \| 2010 \| Campeonato de Europa por Equipos \| Bergen \| 4.º \| 3000 m \| 9:09.92 \| \| 2010 \| Campeonato de Europa \| Barcelona \| Medalla de bronce \| 1500 m \| 4:01.30 \| \| 2011 \| Campeonato de Europa por Equipos \| Estocolmo \| 2.º [n 1] \| 3000 m \| 8:55.09 \| \| 2011 \| Campeonato del Mundo \| Daegu \| Medalla de bronce \| 1500 m \| 4:05.87 \| \| 2012 \| Juegos Olímpicos \| Londres \| 32.º (s.) \| 1500 m \| 4:16.58 \| \| 2013 \| Campeonato de Europa en Pista Cubierta \| Gotemburgo \| DNS \| 1500 m \| -- \| \| 2013 \| Campeonato del Mundo \| Moscú \| 20.º (sf.) \| 1500 m \| 4:09.18 \| | Representando a España \| Año \| Competición \| Sede \| Puesto \| Prueba \| Marca \| \| ---- \| -------------------------------------- \| ---------- \| ----------------- \| ------ \| ------- \| \| 1996 \| Campeonato Mundial Junior \| Sídney \| 16.º (s.) \| 800 m \| 2:09.09 \| \| 1997 \| Campeonato de Europa Junior \| Liubliana \| 5.º \| 1500 m \| 4:25.72 \| \| 1998 \| Campeonato Mundial Junior \| Annecy \| 6.º \| 1500 m \| 4:16.20 \| \| 1999 \| Campeonato de Europa Sub-23 \| Gotemburgo \| 4.º \| 1500 m \| 4:10.65 \| \| 2000 \| Juegos Olímpicos \| Sídney \| 37.º (s.) \| 1500 m \| 4:22.82 \| \| 2001 \| Campeonato de Europa Sub-23 \| Ámsterdam \| Medalla de plata \| 1500 m \| 4:11.20 \| \| 2001 \| Campeonato del Mundo \| Edmonton \| 6.º \| 1500 m \| 4:07.10 \| \| 2002 \| Campeonato de Europa \| Múnich \| 6.º \| 1500 m \| 4:06.15 \| \| 2003 \| Copa de Europa \| Florencia \| 1.º [n 1] \| 1500 m \| 4:07.18 \| \| 2003 \| Campeonato del Mundo \| París \| 17.º (sf.) \| 1500 m \| 4:08.80 \| \| 2004 \| Campeonato del Mundo en Pista Cubierta \| Budapest \| 13.º (s.) \| 1500 m \| 4:13.52 \| \| 2004 \| Juegos Olímpicos \| Atenas \| 10.º \| 1500 m \| 4:03.01 \| \| 2005 \| Campeonato del Mundo \| Helsinki \| 6.º \| 1500 m \| 4:03.06 \| \| 2008 \| Juegos Olímpicos \| Atenas \| 6.º \| 1500 m \| 4:03.19 \| \| 2009 \| Campeonato de Europa en Pista Cubierta \| Turín \| Medalla de oro \| 1500 m \| 4:08.72 \| \| 2009 \| Campeonato de Europa por Equipos \| Leiria \| DSQ \| 3000 m \| -- \| \| 2009 \| Campeonato del Mundo \| Berlín \| DSQ \| 1500 m \| -- \| \| 2010 \| Campeonato del Mundo en Pista Cubierta \| Doha \| Medalla de plata \| 1500 m \| 4:08.30 \| \| 2010 \| Campeonato de Europa por Equipos \| Bergen \| 4.º \| 3000 m \| 9:09.92 \| \| 2010 \| Campeonato de Europa \| Barcelona \| Medalla de bronce \| 1500 m \| 4:01.30 \| \| 2011 \| Campeonato de Europa por Equipos \| Estocolmo \| 2.º [n 1] \| 3000 m \| 8:55.09 \| \| 2011 \| Campeonato del Mundo \| Daegu \| Medalla de bronce \| 1500 m \| 4:05.87 \| \| 2012 \| Juegos Olímpicos \| Londres \| 32.º (s.) \| 1500 m \| 4:16.58 \| \| 2013 \| Campeonato de Europa en Pista Cubierta \| Gotemburgo \| DNS \| 1500 m \| -- \| \| 2013 \| Campeonato del Mundo \| Moscú \| 20.º (sf.) \| 1500 m \| 4:09.18 \| | Representando a España \| Año \| Competición \| Sede \| Puesto \| Prueba \| Marca \| \| ---- \| -------------------------------------- \| ---------- \| ----------------- \| ------ \| ------- \| \| 1996 \| Campeonato Mundial Junior \| Sídney \| 16.º (s.) \| 800 m \| 2:09.09 \| \| 1997 \| Campeonato de Europa Junior \| Liubliana \| 5.º \| 1500 m \| 4:25.72 \| \| 1998 \| Campeonato Mundial Junior \| Annecy \| 6.º \| 1500 m \| 4:16.20 \| \| 1999 \| Campeonato de Europa Sub-23 \| Gotemburgo \| 4.º \| 1500 m \| 4:10.65 \| \| 2000 \| Juegos Olímpicos \| Sídney \| 37.º (s.) \| 1500 m \| 4:22.82 \| \| 2001 \| Campeonato de Europa Sub-23 \| Ámsterdam \| Medalla de plata \| 1500 m \| 4:11.20 \| \| 2001 \| Campeonato del Mundo \| Edmonton \| 6.º \| 1500 m \| 4:07.10 \| \| 2002 \| Campeonato de Europa \| Múnich \| 6.º \| 1500 m \| 4:06.15 \| \| 2003 \| Copa de Europa \| Florencia \| 1.º [n 1] \| 1500 m \| 4:07.18 \| \| 2003 \| Campeonato del Mundo \| París \| 17.º (sf.) \| 1500 m \| 4:08.80 \| \| 2004 \| Campeonato del Mundo en Pista Cubierta \| Budapest \| 13.º (s.) \| 1500 m \| 4:13.52 \| \| 2004 \| Juegos Olímpicos \| Atenas \| 10.º \| 1500 m \| 4:03.01 \| \| 2005 \| Campeonato del Mundo \| Helsinki \| 6.º \| 1500 m \| 4:03.06 \| \| 2008 \| Juegos Olímpicos \| Atenas \| 6.º \| 1500 m \| 4:03.19 \| \| 2009 \| Campeonato de Europa en Pista Cubierta \| Turín \| Medalla de oro \| 1500 m \| 4:08.72 \| \| 2009 \| Campeonato de Europa por Equipos \| Leiria \| DSQ \| 3000 m \| -- \| \| 2009 \| Campeonato del Mundo \| Berlín \| DSQ \| 1500 m \| -- \| \| 2010 \| Campeonato del Mundo en Pista Cubierta \| Doha \| Medalla de plata \| 1500 m \| 4:08.30 \| \| 2010 \| Campeonato de Europa por Equipos \| Bergen \| 4.º \| 3000 m \| 9:09.92 \| \| 2010 \| Campeonato de Europa \| Barcelona \| Medalla de bronce \| 1500 m \| 4:01.30 \| \| 2011 \| Campeonato de Europa por Equipos \| Estocolmo \| 2.º [n 1] \| 3000 m \| 8:55.09 \| \| 2011 \| Campeonato del Mundo \| Daegu \| Medalla de bronce \| 1500 m \| 4:05.87 \| \| 2012 \| Juegos Olímpicos \| Londres \| 32.º (s.) \| 1500 m \| 4:16.58 \| \| 2013 \| Campeonato de Europa en Pista Cubierta \| Gotemburgo \| DNS \| 1500 m \| -- \| \| 2013 \| Campeonato del Mundo \| Moscú \| 20.º (sf.) \| 1500 m \| 4:09.18 \| | Representando a España \| Año \| Competición \| Sede \| Puesto \| Prueba \| Marca \| \| ---- \| -------------------------------------- \| ---------- \| ----------------- \| ------ \| ------- \| \| 1996 \| Campeonato Mundial Junior \| Sídney \| 16.º (s.) \| 800 m \| 2:09.09 \| \| 1997 \| Campeonato de Europa Junior \| Liubliana \| 5.º \| 1500 m \| 4:25.72 \| \| 1998 \| Campeonato Mundial Junior \| Annecy \| 6.º \| 1500 m \| 4:16.20 \| \| 1999 \| Campeonato de Europa Sub-23 \| Gotemburgo \| 4.º \| 1500 m \| 4:10.65 \| \| 2000 \| Juegos Olímpicos \| Sídney \| 37.º (s.) \| 1500 m \| 4:22.82 \| \| 2001 \| Campeonato de Europa Sub-23 \| Ámsterdam \| Medalla de plata \| 1500 m \| 4:11.20 \| \| 2001 \| Campeonato del Mundo \| Edmonton \| 6.º \| 1500 m \| 4:07.10 \| \| 2002 \| Campeonato de Europa \| Múnich \| 6.º \| 1500 m \| 4:06.15 \| \| 2003 \| Copa de Europa \| Florencia \| 1.º [n 1] \| 1500 m \| 4:07.18 \| \| 2003 \| Campeonato del Mundo \| París \| 17.º (sf.) \| 1500 m \| 4:08.80 \| \| 2004 \| Campeonato del Mundo en Pista Cubierta \| Budapest \| 13.º (s.) \| 1500 m \| 4:13.52 \| \| 2004 \| Juegos Olímpicos \| Atenas \| 10.º \| 1500 m \| 4:03.01 \| \| 2005 \| Campeonato del Mundo \| Helsinki \| 6.º \| 1500 m \| 4:03.06 \| \| 2008 \| Juegos Olímpicos \| Atenas \| 6.º \| 1500 m \| 4:03.19 \| \| 2009 \| Campeonato de Europa en Pista Cubierta \| Turín \| Medalla de oro \| 1500 m \| 4:08.72 \| \| 2009 \| Campeonato de Europa por Equipos \| Leiria \| DSQ \| 3000 m \| -- \| \| 2009 \| Campeonato del Mundo \| Berlín \| DSQ \| 1500 m \| -- \| \| 2010 \| Campeonato del Mundo en Pista Cubierta \| Doha \| Medalla de plata \| 1500 m \| 4:08.30 \| \| 2010 \| Campeonato de Europa por Equipos \| Bergen \| 4.º \| 3000 m \| 9:09.92 \| \| 2010 \| Campeonato de Europa \| Barcelona \| Medalla de bronce \| 1500 m \| 4:01.30 \| \| 2011 \| Campeonato de Europa por Equipos \| Estocolmo \| 2.º [n 1] \| 3000 m \| 8:55.09 \| \| 2011 \| Campeonato del Mundo \| Daegu \| Medalla de bronce \| 1500 m \| 4:05.87 \| \| 2012 \| Juegos Olímpicos \| Londres \| 32.º (s.) \| 1500 m \| 4:16.58 \| \| 2013 \| Campeonato de Europa en Pista Cubierta \| Gotemburgo \| DNS \| 1500 m \| -- \| \| 2013 \| Campeonato del Mundo \| Moscú \| 20.º (sf.) \| 1500 m \| 4:09.18 \| | Representando a España \| Año \| Competición \| Sede \| Puesto \| Prueba \| Marca \| \| ---- \| -------------------------------------- \| ---------- \| ----------------- \| ------ \| ------- \| \| 1996 \| Campeonato Mundial Junior \| Sídney \| 16.º (s.) \| 800 m \| 2:09.09 \| \| 1997 \| Campeonato de Europa Junior \| Liubliana \| 5.º \| 1500 m \| 4:25.72 \| \| 1998 \| Campeonato Mundial Junior \| Annecy \| 6.º \| 1500 m \| 4:16.20 \| \| 1999 \| Campeonato de Europa Sub-23 \| Gotemburgo \| 4.º \| 1500 m \| 4:10.65 \| \| 2000 \| Juegos Olímpicos \| Sídney \| 37.º (s.) \| 1500 m \| 4:22.82 \| \| 2001 \| Campeonato de Europa Sub-23 \| Ámsterdam \| Medalla de plata \| 1500 m \| 4:11.20 \| \| 2001 \| Campeonato del Mundo \| Edmonton \| 6.º \| 1500 m \| 4:07.10 \| \| 2002 \| Campeonato de Europa \| Múnich \| 6.º \| 1500 m \| 4:06.15 \| \| 2003 \| Copa de Europa \| Florencia \| 1.º [n 1] \| 1500 m \| 4:07.18 \| \| 2003 \| Campeonato del Mundo \| París \| 17.º (sf.) \| 1500 m \| 4:08.80 \| \| 2004 \| Campeonato del Mundo en Pista Cubierta \| Budapest \| 13.º (s.) \| 1500 m \| 4:13.52 \| \| 2004 \| Juegos Olímpicos \| Atenas \| 10.º \| 1500 m \| 4:03.01 \| \| 2005 \| Campeonato del Mundo \| Helsinki \| 6.º \| 1500 m \| 4:03.06 \| \| 2008 \| Juegos Olímpicos \| Atenas \| 6.º \| 1500 m \| 4:03.19 \| \| 2009 \| Campeonato de Europa en Pista Cubierta \| Turín \| Medalla de oro \| 1500 m \| 4:08.72 \| \| 2009 \| Campeonato de Europa por Equipos \| Leiria \| DSQ \| 3000 m \| -- \| \| 2009 \| Campeonato del Mundo \| Berlín \| DSQ \| 1500 m \| -- \| \| 2010 \| Campeonato del Mundo en Pista Cubierta \| Doha \| Medalla de plata \| 1500 m \| 4:08.30 \| \| 2010 \| Campeonato de Europa por Equipos \| Bergen \| 4.º \| 3000 m \| 9:09.92 \| \| 2010 \| Campeonato de Europa \| Barcelona \| Medalla de bronce \| 1500 m \| 4:01.30 \| \| 2011 \| Campeonato de Europa por Equipos \| Estocolmo \| 2.º [n 1] \| 3000 m \| 8:55.09 \| \| 2011 \| Campeonato del Mundo \| Daegu \| Medalla de bronce \| 1500 m \| 4:05.87 \| \| 2012 \| Juegos Olímpicos \| Londres \| 32.º (s.) \| 1500 m \| 4:16.58 \| \| 2013 \| Campeonato de Europa en Pista Cubierta \| Gotemburgo \| DNS \| 1500 m \| -- \| \| 2013 \| Campeonato del Mundo \| Moscú \| 20.º (sf.) \| 1500 m \| 4:09.18 \| |
| Año | Competición | Sede | Puesto | Prueba | Marca |
| --- | --- | --- | --- | --- | --- |
| 1996 | Campeonato Mundial Junior | Sídney | 16.º (s.) | 800 m | 2:09.09 |
| 1997 | Campeonato de Europa Junior | Liubliana | 5.º | 1500 m | 4:25.72 |
| 1998 | Campeonato Mundial Junior | Annecy | 6.º | 1500 m | 4:16.20 |
| 1999 | Campeonato de Europa Sub-23 | Gotemburgo | 4.º | 1500 m | 4:10.65 |
| 2000 | Juegos Olímpicos | Sídney | 37.º (s.) | 1500 m | 4:22.82 |
| 2001 | Campeonato de Europa Sub-23 | Ámsterdam | Medalla de plata | 1500 m | 4:11.20 |
| 2001 | Campeonato del Mundo | Edmonton | 6.º | 1500 m | 4:07.10 |
| 2002 | Campeonato de Europa | Múnich | 6.º | 1500 m | 4:06.15 |
| 2003 | Copa de Europa | Florencia | 1.º | 1500 m | 4:07.18 |
| 2003 | Campeonato del Mundo | París | 17.º (sf.) | 1500 m | 4:08.80 |
| 2004 | Campeonato del Mundo en Pista Cubierta | Budapest | 13.º (s.) | 1500 m | 4:13.52 |
| 2004 | Juegos Olímpicos | Atenas | 10.º | 1500 m | 4:03.01 |
| 2005 | Campeonato del Mundo | Helsinki | 6.º | 1500 m | 4:03.06 |
| 2008 | Juegos Olímpicos | Atenas | 6.º | 1500 m | 4:03.19 |
| 2009 | Campeonato de Europa en Pista Cubierta | Turín | Medalla de oro | 1500 m | 4:08.72 |
| 2009 | Campeonato de Europa por Equipos | Leiria | DSQ | 3000 m | -- |
| 2009 | Campeonato del Mundo | Berlín | DSQ | 1500 m | -- |
| 2010 | Campeonato del Mundo en Pista Cubierta | Doha | Medalla de plata | 1500 m | 4:08.30 |
| 2010 | Campeonato de Europa por Equipos | Bergen | 4.º | 3000 m | 9:09.92 |
| 2010 | Campeonato de Europa | Barcelona | Medalla de bronce | 1500 m | 4:01.30 |
| 2011 | Campeonato de Europa por Equipos | Estocolmo | 2.º | 3000 m | 8:55.09 |
| 2011 | Campeonato del Mundo | Daegu | Medalla de bronce | 1500 m | 4:05.87 |
| 2012 | Juegos Olímpicos | Londres | 32.º (s.) | 1500 m | 4:16.58 |
| 2013 | Campeonato de Europa en Pista Cubierta | Gotemburgo | DNS | 1500 m | -- |
| 2013 | Campeonato del Mundo | Moscú | 20.º (sf.) | 1500 m | 4:09.18 |

1. 1 2  En esta competición no se entregaban medallas individuales